# Hoya dischorensis
Hoya dischorensis ist eine Pflanzenart der Gattung der Wachsblumen (Hoya) aus der Unterfamilie der Seidenpflanzengewächse (Asclepiadoideae).

## Merkmale
Hoya dischorensis ist eine epiphytische, kletternde Pflanze mit fadenförmigen, wenig verzweigten Trieben. Die spärlich beblätterten Triebe sind biegsam, im Querschnitt rund und kahl. Die ausgebreiteten Blätter sind kurz gestielt, die fleischigen, auf der Oberseite rinnigen Blattstiele sind 0,5 bis 1 cm lang. Die leicht fleischigen Blattspreiten sind länglich-elliptisch, 6,5 bis 11,5 cm lang und mittig 2,8 bis 5 cm breit. Sie sind auf der Ober- und der Unterseite kahl. Die Basis ist stumpf bis gerundet, der Apex ist lang und spitz ausgezogen. Die Blattnervatur besteht aus der prominenten Mittelrippe und 6 bis 7 Sekundärrippen auf beiden Seiten der Mittelrippe, die sich meist am Ende verzweigen.
Der doldenförmige Blütenstand enthält 10 bis 15 Blüten. Die Blütenstandsstiele sind 1 bis 1,5 cm lang. Die sehr schlanken, kahlen Blütenstiele sind bis etwa 2 cm lang. Die länglich-eiförmigen Kelchblätter sind etwa 2 mm lang und außen kahl; der Apex ist stumpf. Die radförmige, cremefarben-gelbliche Blütenkrone hat einen Durchmesser von 1,6 cm. Die Kronblätter sind fast in der basalen Hälfte verwachsen. Die eiförmigen Kronblattzipfel sind 0,5 cm lang, die Apices sind spitz. Sie sind außen kahl, innen mittig papillös-flaumig, zu den Ränder hin dicht filzig behaart; zur Basis hin kahl. Die länglichen Nebenkronenzipfel sind annähernd horizontal ausgebreitet. Sie messen von der Spitze des inneren Fortsatzes zum Ende des äußeren Fortsatzes etwa 3,5 mm. Der innere Fortsatz ist kurz und schnabelförmig zugespitzt, der äußere Fortsatz ist stumpf. Die Zipfel sind oben fast flach, die Seiten sind breit gerundet. Der innere Fortsatz ist deutlich kürzer als die Staubbeutel. Die Pollinia sind länglich mit breitem, hyalinem äußeren Rand. Sie verengen sich zu den Caudiculae (Stielchen der Pollinien) deutlich. Die Caudiculae sind sehr kurz, das Corpusculum rhombisch und mäßig groß. Das untere Ende ist in zwei Spitzen ausgezogen.

## Ähnliche Arten
Die Blüten erinnern an Hoya montana Schltr. Deren Blüte ist etwas kleiner und gelblich-weiß mit einem roten Ring an der Basis der Blütenkrone. Hoya dischorensis ist auch eng verwandt mit Hoya chunii Schltr. (= Hoya reticulata Schltr. non Hoya reticulata Moon (1824) nec Hoya reticulata Costantin (1912)), hat aber eine andere Blattform und Blattnervatur. Auch die Behaarung der Blüten ist verschieden. Die Nebenkronenzipfel sind viel breiter und die Blütenkronen sind cremefarben-gelblich.

## Geographische Verbreitung und Habitat
Die Art kommt oberhalb Dschischungari in der Waria-Region im Dischore-Gebirge in Papua-Neuguinea vor. Schlechter fand sie dort im Juni blühend auf Bäumen in 900 m über Meereshöhe.

## Taxonomie
Das Taxon wurde 1913 von Rudolf Schlechter beschrieben. Der Holotypus wird unter der Nummer Schlechter #19834 im Herbarium des Botanischen Garten Berlin aufbewahrt. Die Datenbank Plants of the World online akzeptiert das Taxon als gültige Art.